# Twisp
La ville de Twisp est située dans le comté d'Okanogan, dans l’État de Washington, aux États-Unis. Sa population s’élevait à 919 habitants lors du recensement de 2010, estimée à 942 habitants en 2015.

## Source
- (en) Cet article est partiellement ou en totalité issu de l’article de Wikipédia en anglais intitulé « Twisp, Washington » (voir la liste des auteurs).